# محمد سالم العنزی
محمد سالم العنزی (عربی: محمد سالم العنزي؛ زادهٔ ۲۲ نوامبر ۱۹۷۶) یک بازیکن فوتبال اهل قطر است.

## باشگاهی
از باشگاه‌هایی که در آن بازی کرده‌است می‌توان به الریان، باشگاه فوتبال النصر عربستان سعودی، باشگاه ورزشی القادسیه کویت، الوحده امارات، الجزیره امارات، الوصل، النصر اشاره کرد.

## تیم ملی
وی همچنین در تیم ملی فوتبال قطر بازی کرده است.